# Савельєви-Ростиславичі

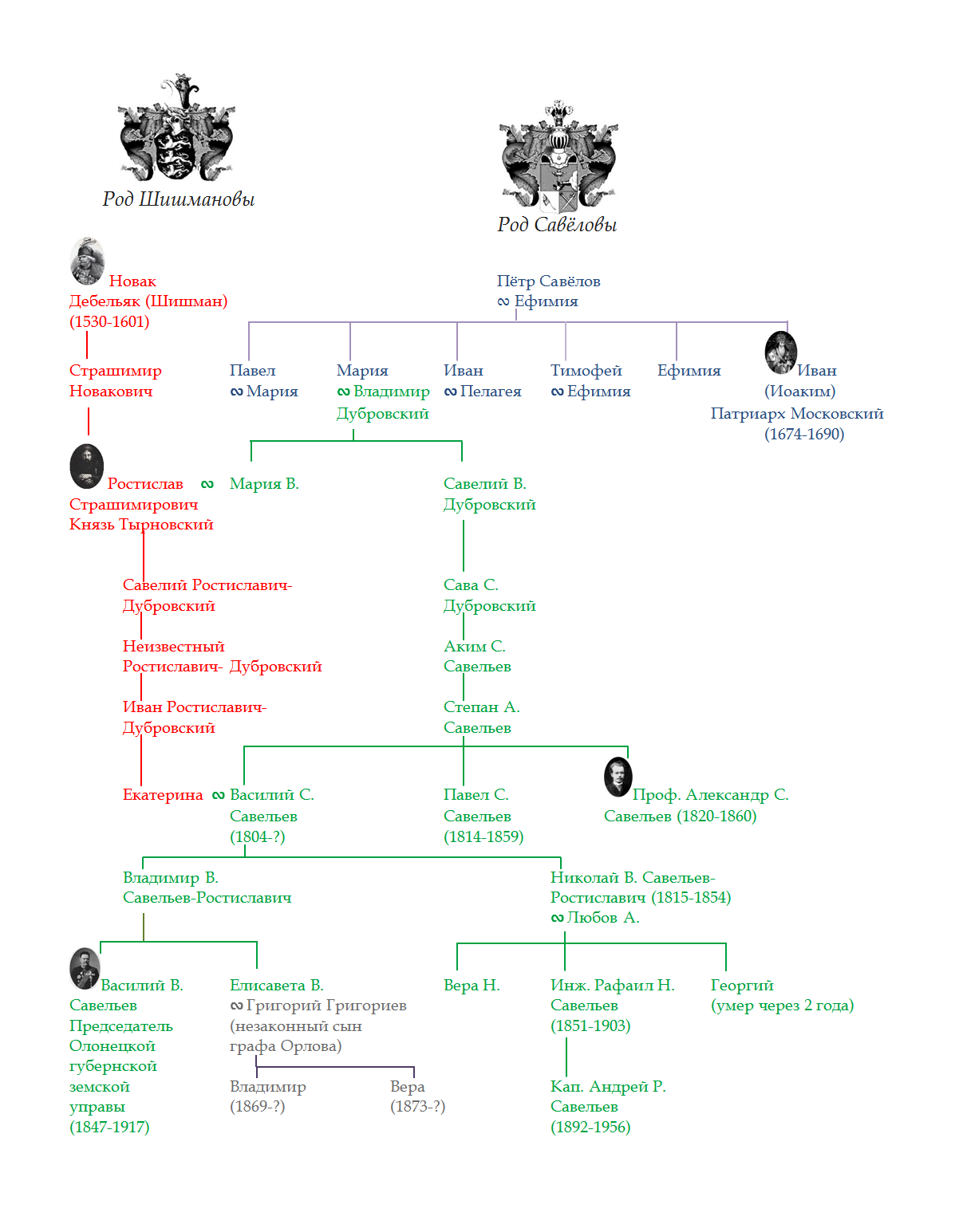
Сімейне дерево сім'ї Савельєви-Ростиславичі, за версією Миколи Єлагіна.

Савельєви-Ростиславичі — російський дворянський рід, болгарського походження.
Родоначальником роду вважається Ростислав Страшимірович, болгарський князь, 1686року був керівником повстання проти Османської імперії. Страшимірович був нащадком династії болгарських царів Шишмановичів, а дружина Страшиміровича — Марія Дубровська походила з роду можайських дворян Савелових, була племінницею дев'ятого й передостаннього у досинодальному періоді патріарха Московського Іоаким. За легендою Ростислав Страшимірович виїхав з Болгарії до Москви у другій половині XVII століття й отримав від царя Петра I село Толочаново у Смоленській губернії.